# Bazální lamina

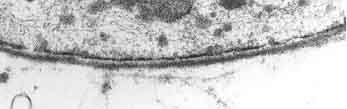
Bazální lamina je na této fotografii spodní linie, která lemuje cytoplazmatickou membránu buňky nad ní

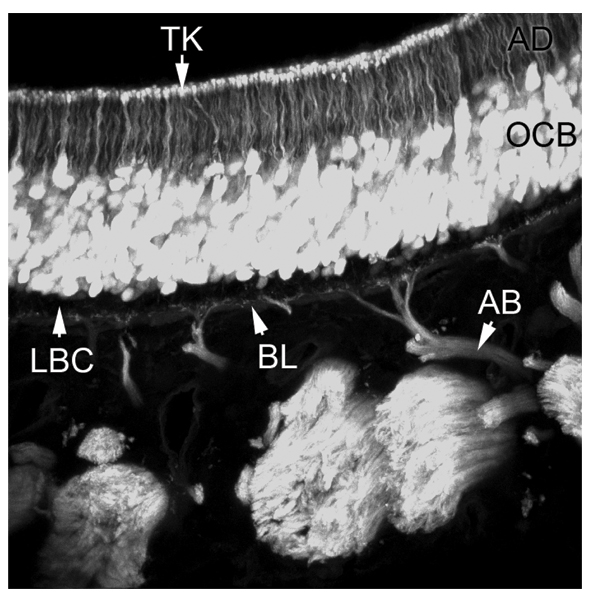
Čichový epitel myši: patrná jsou olfaktorické neurony (OCB), pod nimiž je tenká vrstva, tzv. bazální lamina (BL)

Bazální lamina je tenká vláknitá extracelulární vrstva, na níž sedí buňky epiteliárních, ale i nervových a svalových tkání. Má tloušťku pouhých několik desítek nanometrů a je proto viditelná pouze pod elektronovým mikroskopem. Při podrobnějším pohledu na bazální laminu je možné rozeznat tmavší vrstvu lamina densa (na šířku asi 20–100 nm), ale kolem ní jsou někdy patrné ještě světlejší vrstvy zvané lamina rara nebo lamina lucida.

## Složení
Ačkoliv se bazální laminy na různých místech těla liší svým složením, přesto je možné vystopovat řadu společných rysů. Hlavní součástí je vždy kolagen IV. typu, dále glykoproteiny laminin a entaktin a proteoglykany (např. perlekan). Laminin má důležitou funkci v zárodečném vývoji, kdy se váže na receptory na membránách (integriny, dystroglykany) a umožňuje vznik bazální laminy.

## Bazální membrána
Podobný termín je bazální membrána, která však označuje strukturu viditelnou světelným mikroskopem: je širší a obvykle tvořená několika bazálními laminami na sobě (případně jednou laminou a nějakým navazujícím kolagenním materiálem. Bazální membránu není na rozdíl od laminy možné pozorovat u všech epiteliárních tkání (pouze např. v plicních sklípcích nebo ledvinových glomerulech).